# Megalia
Megalia foi um movimento feminista radical online na Coreia do Sul, ativo principalmente entre 2015 e 2017. O grupo se destacou pela estratégia de "mirroring" — replicar o discurso misógino da internet alterando o foco de gênero, com o objetivo de expor o sexismo estrutural.

## Origem e contexto
O movimento surgiu em maio de 2015 no fórum DC Inside, onde mulheres começaram a postagens satíricas refletindo comentários misóginos de homens, por vezes alterando "mulheres" para "homens". Após banimentos, os participantes criaram grupos no Facebook e migraram para o site Megalian.com.

## Estratégias e ações
A principal tática era a inversão satírica dos discursos misóginos, conhecida como "mirroring".
As Megalians também:
- Lançaram slogans como “break the corset” para criticar padrões de beleza patriarcais.[5]
- Mobilizaram-se para pressionar o governo a fechar o site de pornografia não consensual SoraNet.[6]
- Colaram recados feministas em Post-its após o assassinato na estação de Gangnam (maio de 2016).[7]

## Controvérsias e reações
O uso do mirroring causou críticas por ser considerado misândrico por parte do público e da mídia e associado a retórica extremista comparável ao fórum de direita Ilbe.
Alguns críticos apontam que Megalia reforçou estereótipos negativos sobre o feminismo, acirrando a “guerra de gênero” na Coreia do Sul.

## Legado
Apesar de ter encerrado sua atividade online por volta de 2017, Megalia é considerada o marco do renascimento do feminismo sul-coreano, com impacto visível entre jovens.
A imagem do fórum permanece controversa: enquanto reforçou o questionamento social, também foi apontado como responsável por intensificar o antagonismo entre feminismo e antifeminismo.